# Östra Strö landskommun
Östra Strö landskommun var en tidigare kommun i dåvarande Malmöhus län.

## Administrativ historik
Kommunen bildades i Strö socken i Frosta härad i Skåne när 1862 års kommunalförordningar trädde i kraft. Namnet var före 17 april 1885 Strö landskommun.
I Östra Strö kommun bedrevs undervisning vid Östra Strö och Vennberga folkskolor.
1921 bildades Kungshults föreläsningsförening vilken gick i likvidation 1933.
Kungshults frivilliga brandkår, som bestod av Östra Strö och Skarhults landskommuner, bildades 1916 och upphörde 1954.[källa behövs]
Vid kommunreformen 1952 uppgick kommunen i Skarhults landskommun som uppgick 1971 i Eslövs kommun.

## Politik

### Mandatfördelning i valen 1938-1946
| 8 | 7 |

| 15 |

| 8 | 7 |

| 15 |

| 6 | 9 |

| 15 |